# Adaševci
Házasfalva (szerbül Adaševci / Адашевци) település Szerbiában, a Vajdaságban, a Szerémségi körzetben, Šid községben.

## Demográfiai változások
| 1948 | 1953 | 1961 | 1971 | 1981 | 1991 | 2002 |
| ---- | ---- | ---- | ---- | ---- | ---- | ---- |
| 2333 | 2363 | 2562 | 2566 | 2363 | 2080 | 2166 |

## Híres személyek
- Itt született 1793-ban Georgije Magarašević gimnáziumi tanár.